# Vrije Basisschool Wildenburg
De Vrije Basisschool Wildenburg is een katholieke basisschool in het West-Vlaamse dorp Wildenburg bij Wingene, gelegen in de Beernemsteenweg.

## Geschiedenis

### 1862–1970
Tussen 1862 en 1879 opende pastoor Petrus Termote (1809-1891) in Wingene vier nieuwe kloosters in de wijken ‘Het Veld’ (Sint-Jan, 1862), Wildenburg (Sint-Theresia, 1863), Ondank (Visitatie, 1867) en Wulfhoek (1872). Aan ieder klooster die toen werd gebouwd was een school verbonden. In Wildenburg werden daar ook bejaarden opgevangen.
Bij de aankoop van gronden en de bouw van klooster- en schoolgebouwen kon de pastoor rekenen op de steun van de welgestelde, katholieke familie van der Bruggen en weldoenster Hortense Suys (1825-1914).

### 1970–1994
In 1970 werd door het schoolcomité te Wingene een aanvraag ingediend voor het bouwen van een 'klaslokaal' in de Beernemsteenweg 63 (toen nog Steenweg op Beernem genaamd).
In 1983 werd opnieuw een aanvraag ingediend door Frans Vereecke voor de uitbreiding van het schoolgebouw met een extra klaslokaal.
In 1989 werden er eerst verplaatsbare prefabcontainers geplaatst door de vzw dienstmaagden van Maria, omdat de school terug kampte met plaatsgebrek waarna een nieuwe school opgetrokken werd. Voordat de nieuwe school een feit was werd door de krapte zelf les gegeven op het podium van de feestzaal en in de refter.

### 1994–2016
De toenmalig nieuwe school werd in 1994 in een L-vorm gebouwd. In 2001 bleek de school al weer te klein en werd uitbreiding noodzakelijk. De leerlingen werden gedurende meerdere jaren onderwezen in zogeheten containerklassen.

### 2016–heden
De werken voor nieuwbouw gingen van start op maandag 11 april 2016 en in 2017 konden de leerlingen eindelijk hun nieuwe klassen in gebruik nemen. De nieuwe school werd officieel geopend op 19 mei 2017. Het bouwen van de school kaderde in het project ‘Scholen van morgen’ waardoor de school net als zoveel anderen niet langer moest wachten op subsidies van de overheid.
Voor de nieuwbouw werd geopteerd om met het oude en het nieuwe gedeelte samen één groot schoolgebouw te vormen. Het oude gedeelte had de vorm van een L, en door het nieuwe gedeelte dezelfde vorm te geven kreeg het schoolgebouw een robuuste rechthoekige uitstraling. Er werd een nieuwe speelplaats aangelegd en een nieuwe personeelsparking gebouwd. Ouders en bezoekers van het gehucht Wildenburg kregen zo meer ruimte op de parking aan de voorkant van het gebouw.
De parking van de school doet buiten de schooluren dienst als parking voor de bewoners van Wildenburg. In het nieuwbouwgedeelte zijn twee nieuwe klaslokalen voor het 5de en 6de leerjaar gevestigd. Daarnaast ook de lokalen en vergaderruimtes voor de directie van de scholengroep Driespan. Binnen de school werd ook een nieuwe turnzaal en refter voorzien. Vooraan het gebouw is het lokaal voor de voor- en naschoolse kinderopvang gelegen.

## Bekende ex-leerlingen
- Xavier Taveirne
- Michael Vanthourenhout